# Espanha nos Jogos Paralímpicos

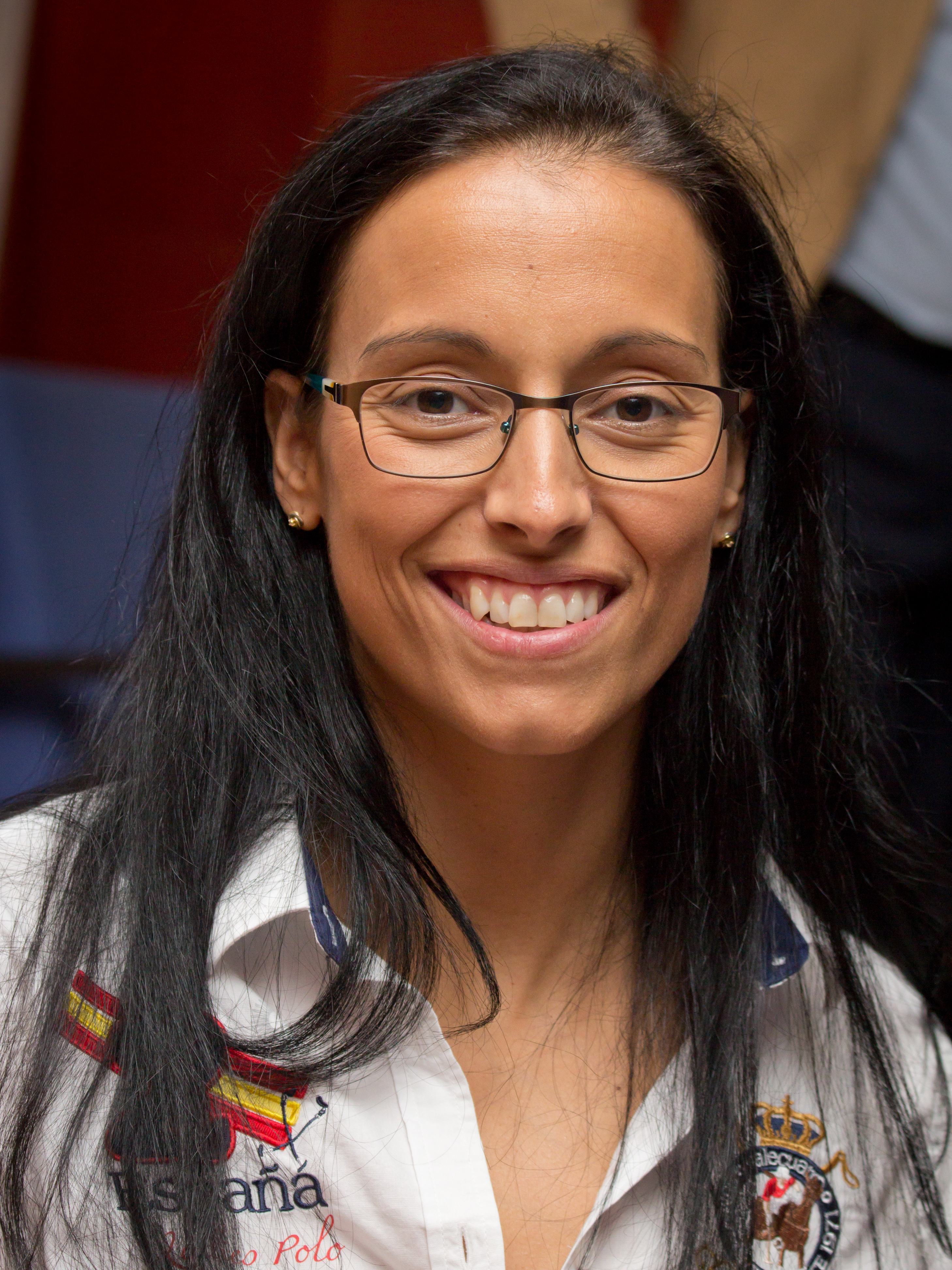
A nadadora Teresa Perales, porta-bandeira nos Jogos Paralímpicos de Londres de 2012, é a espanhola com mais medalhas nos Jogos Paralímpicos, com seis ouros, seis pratas e dez bronzes.

A Espanha tem participado nos Jogos Paralímpicos desde 1968 e foi sede dos Jogos Paralímpicos de Barcelona de 1992. O país só esteve ausente nos jogos de Roma de 1960 e de Tóquio de 1964.

## Medalhista

### Jogos Paralímpicos de Verão
| Jogos Paralímpicos | Ouro | Prata | Bronze | Total | Posição    |
| 1968 Tel Aviv      | 0    | 4     | 0      | 4     | 30º de 42. |
| 1972 Heidelberg    | 0    | 4     | 1      | 5     | 27º de 31  |
| 1976 Toronto       | 4    | 6     | 2      | 12    | 22º de 32  |
| 1980 Arnhem        | 1    | 14    | 9      | 24    | 28º de 40  |
| 1984 Nova York     | 21   | 8     | 12     | 41    | 11º de 38  |
| 1986 Seul          | 18   | 13    | 12     | 43    | 13º de 48  |
| 1992 Barcelona     | 34   | 31    | 42     | 107   | 5º de 55   |
| 1996 Atlanta       | 36   | 31    | 36     | 103   | 5º de 60   |
| 2000 Sidney        | 38   | 30    | 38     | 106   | 4º de 68   |
| 2004 Atenas        | 20   | 27    | 24     | 71    | 7º de 75   |
| 2008 Pequim        | 15   | 21    | 22     | 58    | 10º de 76  |
| 2012 Londres       | 8    | 18    | 16     | 42    | 17º de 75  |